# Jadakiss
Jason Philips (New York, 27 mei 1975) is een Amerikaanse rapper. Zijn artiestennaam is Jadakiss. Hij maakt deel uit van D-Block, samen met Styles P en Sheek Louch en zit met dezelfde rappers in rapgroep The LOX.

## Jeugd
Tijdens zijn jeugd begon Jadakiss al snel met rappen. Hij begon met freestylen en op zijn twaalfde begon hij ook aan rapbattles mee te doen. Tijdens een van deze battles in Florida ontmoette hij Dee en Wah van Ruff Ryders. Vanaf dat moment behoorde Jadakiss ook tot de Ruff Ryders en begon hij muziek op te nemen in de studio waar ook DMX zijn eerste muziek opnam.

## Beef
Jadakiss heeft al een aantal keer ruzie gehad met collega's. Hieronder staan een aantal van de bekende conflicten die Jadakiss in zijn carrière heeft gehad.

### 50 Cent
In 2005 bracht 50 Cent zijn album The Massacre uit, met daarop onder andere de track Piggy Bank, waarop hij onder andere Jadakiss uitscheldt. Later kwam er weer een antwoord van Jadakiss in de tracks Animal en Miss Jackson.

### Beanie Sigel
Een erg grote ruzie had Jadakiss met Beanie Sigel. De ruzie begon toen Jadakiss een aantal opmerkingen maakte over artiesten uit Philadelphia, de stad waar Sigel woonde. De twee rappers begonnen elkaar over en weer te dissen en de ruzie was begonnen. Naarmate de ruzie langer duurde gingen The LOX en Jay-Z zich ermee bemoeien.
Toen de beef echt te lang ging duren vond Jay-Z dat het tijd werd om ermee te stoppen. Hij bood zijn excuses aan aan Jadakiss en Russell Simmons, een andere rapper van Roc-a-Fella Records, het label van Jay-Z en Beanie Sigel, stelde een wapenstilstand voor.
Toen de wapenstilstand bezig was, begon Beanie Sigel weer olie op het vuur te gooien door in een interview te zeggen dat hij de beef gewonnen had. Jadakiss begon toen uiteraard weer en maakte een nieuwe track waarin hij Sigel weer diste.
In 2002 waren de twee rappers allebei aanwezig bij een concert in Philadelphia. Ze stonden niet tegelijk op het podium, maar tijdens hun eigen optredens maakten ze allebei weer een diss naar elkaar en ook hier was weer geen duidelijke winnaar te vinden. Een tijdje na het concert werd Beanie Sigel opgepakt en moest hij de gevangenis in. Vlak voordat hij de gevangenis inging maakten hij en Kiss het definitief goed. Toen Sigel later werd vrijgelaten maakten de twee zelfs samen een remix van een nummer van Sheek Louch.

### P. Diddy
Jadakiss heeft ook nog beef gehad met P. Diddy, dit keer samen met The LOX. De groep wilde het label van Diddy, Bad Boy Records, verlaten, maar aangezien ze pas één album hadden uitgebracht onder dit label en er meer waren afgesproken, mochten ze nog niet weg. P. Diddy liet The LOX toch gaan, maar behield zonder iets tegen hen te zeggen wel de rechten van hun muziek. Zo zat The LOX dus vast. Ze hadden geen label meer en konden ook geen muziek meer uitbrengen omdat Diddy nog steeds de rechten bezat. Wederom begonnen de beide partijen disses naar elkaar te maken. In 2005 was er een tijdelijke wapenstilstand, omdat beide partijen wilden optreden op het concert van Jay-Z (I Declare War) en daarna gingen ze gewoon weer verder. Uiteindelijk zeiden leden van The LOX op radiozender Hot 97 dat Diddy al hun geld afpakte en ze dachten er serieus over na om te stoppen met rappen. Een tijdje later belden Styles P en Sheek Louch naar dezelfde radiozender om te zeggen dat alles was uitgepraat en dat Diddy hun rechten terug gaf.

## Discografie

### Soloalbums
- 2001: Kiss tha Game Goodbye
- 2004: Kiss of Death
- 2009: The Last Kiss
- 2015: Top 5 Dead or Alive

### The Lox
- 1998: Money, Power & Respect
- 2000: We Are the Streets
- 2016: Filthy America... It's Beautiful

### Remixes
- "Ruff Ryders Anthem" (Remix) (DMX, featuring Drag-On, Jadakiss, Styles P & Eve)
- "Family Affair" (Remix) (Mary J. Blige, featuring Jadakiss & Fabolous)
- "Keepin It Gangsta" (Remix) (Fabolous featuring Styles P, Jadakiss, Paul Cain & M.O.P.)
- "Made You Look" (Remix) (Nas, featuring Jadakiss & Ludacris)
- "Why" (Remix) (Jadakiss featuring Styles P, Anthony Hamilton, Common & Nas)
- "Kiss Your Ass Goodbye" (Extended Remix) (Sheek Louch featuring Fabolous, The Game, Beanie Sigel, Jadakiss & Styles P)
- "Never Scared" (Remix) (BoneCrusher featuring Cam'ron, Jadakiss & Busta Rhymes)
- "We Belong Together" (Remix) (Mariah Carey, featuring Jadakiss & Styles P)
- "Good Times" (Remix) Styles P featuring Birdman, Drag-On, J-Hood, Sheek Louch & Jadakiss)
- "Kiss Of Death" (Remix) (Jadakiss featuring T.I., Stat Quo & Styles P)
- "Push It" (Remix) (Rick Ross featuring Bun B, Jadakiss, Styles P & The Game)
- "Hip-Hop" (Remix) (Joell Ortiz, featuring Jadakiss & Saigon)
- "It's Me Snitches" (Remix) (Swizz Beatz featuring Lil Wayne, R. Kelly, & Jadakiss)
- "Heaven (Only Knows)" (Remix) (John Legend featuring Jadakiss)
- "Go Getta" (Remix) (Young Jeezy, featuring R. Kelly, Jadakiss & Bun B)
- "Wall to Wall" (Remix) (Chris Brown featuring Jadakiss)

### Solo singles
| Jaar | Titel                                            | Top 100 | Hot R&B | Hot Rap | Album                 |
| ---- | ------------------------------------------------ | ------- | ------- | ------- | --------------------- |
| 2001 | "We Gonna Make It" (featuring Styles P)          | -       | 53      | 5       | Kiss tha Game Goodbye |
| 2001 | "Knock Yourself Out"                             | -       | 34      | -       | Kiss tha Game Goodbye |
| 2001 | "Put Ya Hands Up"                                | -       | 80      | -       | Kiss tha Game Goodbye |
| 2004 | "Time's Up!" (featuring Nate Dogg)               | 70      | 26      | 19      | Kiss of Death         |
| 2004 | "Why" (featuring Anthony Hamilton)               | 11      | 4       | 3       | Kiss of Death         |
| 2004 | "U Make Me Wanna" (featuring Mariah Carey)       | 21      | 8       | 9       | Kiss of Death         |
| 2007 | "Down South" (featuring Sheek Louch & Rick Ross) | -       | -       | -       | Kiss My Ass           |

- Bibliothèque nationale de France: cb140550139 (data)
- Gemeinsame Normdatei: 135250994
- International Standard Name Identifier: 0000 0003 6859 1006
- Library of Congress Control Number: no2002041379
- MusicBrainz: 83735edd-f2a3-41d0-a31d-652bc3cadb3e
- Nationale Bibliotheek van Tsjechië: xx0067956
- Système universitaire de documentation: 081693184
- Virtual International Authority File: 27270070
- WorldCat: E39PBJkHp7qvmxjJd63Hd97vHC